# Friedrich von Römer
Christof Gottlob Heinrich Friedrich Römer, devenu en 1852 von Römer et usuellement appelé Friedrich Römer (né le 4 juin 1794 à Erkenbrechtsweiler et mort le 11 mai 1864 à Stuttgart) est un homme politique libéral allemand. Il a été particulièrement actif durant la révolution de mars et est l'instigateur du parlement croupion allemand.

## Biographie

### Études
Römer étudie la théologie protestante de 1812 à 1814 à l'université de Tübingen. En 1814, il devient membre de l'association teutonique de Tübingen puis en 1816 de la vieille Burschenschaft Arminia de Tübingen,. Il effectue son service militaire puis se met à étudier le droit, toujours à Tübingen.

### Député du royaume de Wurtemberg
Il travaille ensuite dans la justice militaire. En 1833, quand il est élu député, il doit quitter le service public et devient avocat. Il fait ainsi partie du parlement du royaume de Wurtemberg de 1833 à 1838, puis de 1845 à 1848.

### Révolution de mars
Il participe à la réunion d'Heppenheim et à l'assemblée d'Heidelberg en tant que libéral du sud de l'Allemagne. Il prend part au comité des sept qui convoque le pré-parlement à Francfort-sur-le-Main.
Pendant la révolution de mars, il est nommé ministre de la justice du Wurtemberg et est de facto le meneur du gouvernement de mars de Stuttgart. Grâce à son travail, le royaume est le premier à reconnaître la constitution de Francfort le 28 avril 1849.
Du 18 mai 1848 au 6 juin 1849, il siège au Parlement de Francfort élu par la circonscription de Göttingen. Il ne fait partie d'aucun groupe parlementaire. Il y est membre du comité constitutionnel. En mai 1849, après le rejet par Frédéric-Guillaume IV  de la couronne impériale allemande qui lui est proposé, le parlement se disloque. Friedrich Römer organise alors son déménagement depuis l'église Saint-Paul de Francfort vers le parlement de Stuttgart. Vu le peu de députés ayant suivi ce déplacement, on parle de parlement croupion. Les décisions qui sont prises dans cet hémicycle représente toutefois une menace pour l'autonomie du royaume de Wurtemberg. De plus, ce dernier a peur d'une intervention militaire prussienne contre le parlement. Le poste de ministre de la justice de Römer devient donc incompatible avec ses fonctions de député et démissionne de son mandat. Le 8 juin, il ordonne au parlement, qui siège seulement depuis le 6 juin à Stuttgart, de partir. Le 17 juin, les députés restants sont expulsés. Les représentants de la gauche reprochent donc à Römer d'avoir porter le coup de grâce au parlement de Francfort.
Il quitte le gouvernement en octobre 1849 et est remplacé par Johannes von Schlayer (de). Il redevient député du parlement du Wurtemberg en 1850 et y reste jusqu'en 1863.

## Famille
Römer s'est marié deux fois. Il a quatre enfants de sa première alliance et huit de sa deuxième. Parmi eux se trouve l'homme politique et juriste Robert Römer, de son premier mariage, et l'avocat Max Römer (de), du second.

## Distinctions
Il est nommé citoyen d'honneur de la ville de Stuttgart en 1848.